# Ndelele
Ndelele är en ort i Kamerun. Den ligger i regionen Östra regionen, i den sydöstra delen av landet, 400 km öster om huvudstaden Yaoundé. Ndelele ligger 605 meter över havet och antalet invånare är 5 040.
Terrängen runt Ndelele är platt. Trakten runt Ndelele är glesbefolkad, med 11 invånare per kvadratkilometer. Det finns inga andra samhällen i närheten. I omgivningarna runt Ndelele växer i huvudsak städsegrön lövskog.